# Вольфрам, Уильям (пианист)
Уильям Вольфрам (англ. William Wolfram; род. 14 июля 1955, Нью-Йорк) — американский пианист.
Окончил Джульярдскую школу. Лауреат второй премии Наумбурговского конкурса молодых исполнителей (1983). Участник VIII Международного конкурса им. П. И. Чайковского (1986), где получил VIII премию.
Известен как исполнитель произведений Ференца Листа и музыки современных американских композиторов. Исполнил премьеру Первого фортепианного концерта Фридерика Шопена в новой оркестровке Пола Чихары (2001, с Симфоническим оркестром Милуоки, заказавшим эту оркестровку). Записал со скрипачом Филиппом Квинтом альбом всех произведений для скрипки и фортепиано Миклоша Рожи.